# ترازو
بلدية ترازو (بالإسبانية: Trazo)‏، هي إحدى بلديات مقاطعة لا كرونيا إحدى مقاطعات إسبانيا، و التي تقع في منطقة جليقية شمال غرب إسبانيا.
يبلغ عدد سكانها 3.776 نسمة وفقاً لإحصائية سنة (2002).